# بازی بتل رویال

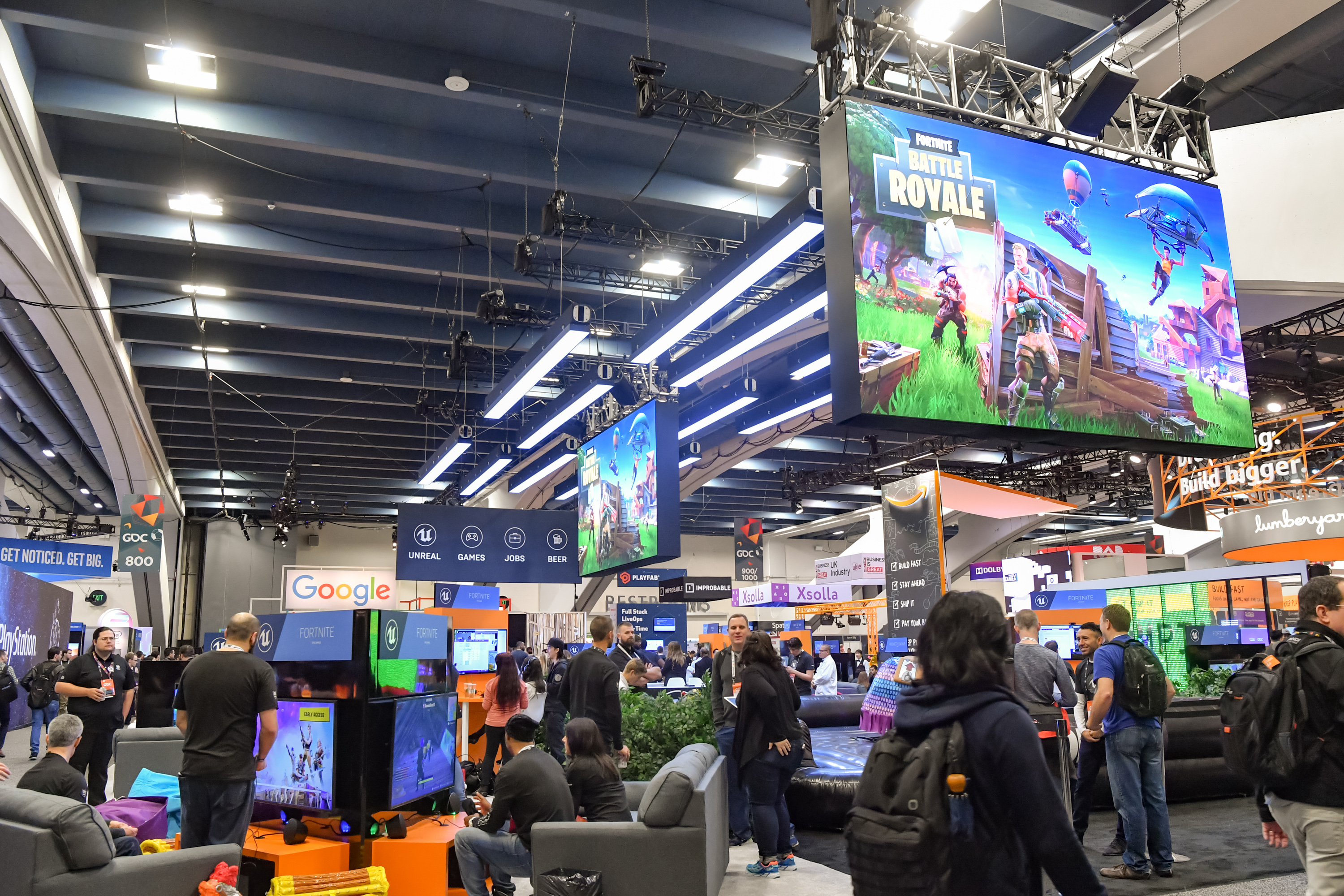
تصویری که تعدادی صفحه نمایش را در حال بازی کردن فورتنایت در یکی از گالری‌های گوگل نشان می‌دهد

بتل رویال یا نبرد شاهانه (به انگلیسی: Battle Royale) ژانری از بازی‌های ویدئویی چندنفره آنلاین است که عناصر بقا، اکتشاف و جمع‌آوری در بازی‌های بقا با روند بازی «آخرین فرد بازمانده» را با یکدیگر آمیخته است. بازی‌های این سبک ده‌ها تا صدها بازیکن را درگیر می‌کند و تمرکز آن بیشتر بر تعداد زیاد نفرات در هر مسابقه، نقشه‌های بزرگ و کمبود منابع در ابتدای مسابقه برای هر بازیکن و استفاده از منابع موجود در نقشه برای بقا است. در این سبک بازی، بازیکن همراه با رقیبانش وارد یک نقشه شده و در آن با استفاده از تجهیزات و سلاح‌هایی که در نقشه پراکنده شده‌اند، برای زنده ماندن تلاش می‌کنند. آخرین گروه یا بازیکنی که زنده بماند، برنده بازی است. بازی‌های فورتنایت، پابجی: بتل‌گراندز، زولا، فری فایر، ندای وظیفه: وارزون، ایپکس لجندز و ندای وظیفه: موبایل از جمله بازی‌های معروف این ژانر هستند.

## مراحل بازی
به‌طور کلی، می‌توان مراحل بازی را به سه قسمت تقسیم کرد: فرود، چپاول و مانایی.
در اکثر سبک نبرد شاهانه بازی‌ها نخست بازیکن با داشتن حداقل تجهیزات و تقریباً دست خالی، در یک نقشه بزرگ همراه با تعداد زیادی بازیکن دیگر رها می‌شود. در اولین مرحله یعنی سقوط، در صورت داشتن حق انتخاب، بازیکن باید طبق تجربه خود بهترین و خلوت‌ترین مکان را برای استقرار انتخاب کند. برای مثال در بازی پابجی موبایل، کارکتر با چتر نجات از هواپیما پایین انداخته می‌شود و حق انتخاب مکان استقرار را به بازیکن می‌دهد.
پس از استقرار در مکان مورد نظر، نوبت به مرحله غارت می‌رسد. تمام بازیکنان دست خالی در میدان رها شده‌اند و باید به دنبال ابزار و تجهیزات برای بقاء در نقشه باشند. این تجهیزات در مکان‌هایی نامشخص پنهان شده‌اند که بازیکنان به کمک تجربه و شانس می‌توانند آن‌ها را پیدا کنند.
در آخرین و مهم‌ترین مرحله، بازیکنان باید برای بقاء خود بجنگند. پس از گذشت چندین دقیقه از بازی که افراد سلاح‌ها و تجهیزات خود را پیدا کردند، باید برای زنده ماندن در نقشه تلاش کنند و با جنگ با دشمنان، تعداد بازیکنان دشمن را کم کنند.
در نهایت از بین تمام بازیکنانی که از ابتدا وارد بازی شدند، یک نفر یا گروه بازمانده می‌ماند که برنده اصلی بازی نبرد شاهانه است که توانسته تمام سه مرحله ذکر شده را به خوبی پشت سر بگذارد.

## ویژگی‌ها

#### جمع‌آوری اسلحه از روی قبر
در این سبک بازی تمام اسلحه‌ها و تجهیزات کمکی بازیکن، باید از روی زمین پیدا و برداشته شوند؛ بنابراین بازی‌های بتل رویال معمولاً قابلیت آماده‌سازی چندانی برای پیروزی در نبرد ندارند و بازیکنان در ابتدای بازی از لحاظ ابزار جنگ تقریباً با هم مساوی هستند.

#### منطقهٔ امن
بازی‌های بتل رویال معمولاً دارای منطقه‌ای روی نقشه برای بازی هستند که به مرور زمان کوچک‌تر می‌شود که به آن پلی زون گفته می‌شود. بازیکن‌ها باید قبل از این‌که این محدوده به آن‌ها برسد از آن دور شوند و به منطقهٔ امن بروند. بازیکنی که در پلی‌زون جا بماند و نتواند از آن خارج شود به مرور زمان از جانش در بازی کمتر می‌شود و اگر به موقع از آن خارج نشود، کشته می‌شود. سرعت پلی‌زون در هر مَپ (زمین، نقشه) متفاوت است. هدف از این کار قرار دادن بازیکنان روبه‌روی همدیگر و هدایت به جنگ با یکدیگر است تا بازی خیلی طولانی نشود. اگر این اتفاق نیفتد، ممکن است بازیکن، ساعت‌ها به دنبال دشمن بگردد اما کسی را پیدا نکند.
پلی زون معمولاً در چند مرحله و با فواصل زمانی مشخص شروع به کوچک کردن نقشه می‌کند و قبل از شروع روند کوچک کردن منطقه امن، به بازیکن هشدار می‌دهد که به زودی این منطقه نیز از مناطق امن خارج می‌شود.

#### اهدای جان دوباره
معمولاً در بازی‌های بتل رویال در مچ‌های بتل رویالی که گروهی باشند شخص بعد از مورد آسیب قرار گرفتن توسط دشمن بلافاصله نمی‌میرد، بلکه ضربه فنی (ناک) می‌شود و هم‌تیمی او، تا اتمام جان شخص ناک شده فرصت دارد او را احیا (ریوایو) کند و بعد از پایان زمانی مشخص، می‌میرد. همچنین در برخی بازی‌ها مانند ندای‌وطیفه: موبایل، بعد از مرگ هم‌تیمی نیز می‌توان با روش‌هایی او را به بازی برگرداند.
جان شخص وقتی ناک شده به صورت خودکار به مرور کم می‌شود. زمانی که مسابقه تک‌نفره باشد شخص بدون ضربه فنی شدن می‌میرد چون کسی وجود ندارد به او کمک برساند. همچنین در مواقعی که سایر هم‌تیمی‌ها مرده‌اند، بازیکن باقی‌مانده بدون ضربه فنی شدن می‌میرد.

## تاریخچه
پایه و ریشه‌های این سبک در مادهای ساخته شده در بازی‌های بزرگ مقیاس و آنلاین مانند ماد "دی زد" در آرما ۲ و مادهای ماینکرفت در اوایل ۲۰۱۰ میلادی بازمی‌گردد. در سال ۲۰۱۳ "برندن گرین" با ساخت یک ماد جدید در بازی "دی زد" با عنوان "دی زد: بتل رویال" ، توانست محبوبیت کاربران بسیاری را جلب کند. با ساخت بازی اچ۱زد۱ توسط شرکت سونی (که تقلیدی از ماد مذکور بود)، با تقسیم بازی به دو بخش "اچ۱زد۱: تنها زنده بمان" و "پادشاه کشتار" بخش پادشاه کشتار نسخه‌ای بود که برگرفته از ماد برندن گرین بود.
پس از محبوبیت بازی‌های اچ۱زد۱ و ماد دی زد برندن گرین با همکاری شرکت Blue Hole ساخت بازی زمین نبرد بازیکن ناشناس یا به اختصار Pubg و در اختیار قرار دادن آن در فاز «دسترسی پیش از موعد» تا سال ۲۰۱۷ در سامانه استیم، سبک بتل رویال را در بازی‌های رایانه‌ای معرفی کرد. علت استفاده از نام بتل رویال بیشتر به دلیل شباهت بین این سبک و فیلمی به همین نام ساختهٔ کینجی فوکاساکو است. در این فیلم، دولتی خیالی هر سال تعدادی از دانش‌آموزان را انتخاب و در جزیره‌ای رها می‌کند و این دانش‌آموزان باید در نبردی سایر افراد را از میان بردارند و به عنوان آخرین فرد بازمانده از جزیره خارج شوند.
با موفقیت پابجی در کسب بازیکنان و محبوبیت این ژانر، شرکت اپیک گیمز در سال ۲۰۱۷ میلادی، با تغییر در ساختار بازی فورتنایت: جهان را نجات بده که در حقیقت یک بازی در سبک بقا و بازیکن علیه محیط بود، فورتنایت بتل رویال را عرضه کرد. سازندگان با استفاده از روند ساخت و ساز که در بازی وجود داشت و ترکیب عناصر اصلی ژانر بتل رویال بازی فورتنایت بتل رویال را عرضه کردند. یکی از عوامل موفقیت این بازی پس از عنوان‌ها هم ژانر خود رایگان بودن، قابلیت هم‌بُری سکویی و پشتیبانی مداوم از آن بود به طوریکه این بازی در مدت زمان اندکی توانست بازیکنان بسیاری را جلب کند.
پس از شرکت اپیک گیمز شرکت‌های بزرگ و کوچک بسیاری در تلاش برای ساخت بازی‌هایی در ژانر بتل رویال تلاش نمودند که در میان آن‌ها عناوینی همچون ندای وظیفه: بلک آپس ۴، بتلفیلد وی و اسطوره‌های اپکس نیز مشاهده می‌شود؛ اما در بسیاری از بازی‌های این ژانر وجود عناصر و ویژگی‌های مشابه باعث عدم موفقیت در جذب بازیکنان می‌شوند.
در سال ۲۰۱۸ میلادی شرکت الکترونیک آرتز با همکاری استودیوی ریسپاون با عرضه بازی اسطوره‌های اپکس به صورت رایگان در سکوی توزیع دیجیتال اوریجین و فروشگاه‌های پلی‌استیشن و اکس‌باکس وان عرضه شد. بازی اسطوره‌های اپکس در حقیقت برگرفته از بازی سقوط تیتان‌ها، ساختهٔ دیگر استودیوی ریسپاون، بود. سیستم حرکتی و سلاح‌های موجود در بازی بسیار شبیه به بازی مذکور بود. با به روز رسانی موتور بازی و تغییراتی در سیستم حرکتی و سبک بتل رویال، سازندگان توانستند نوعی بازی بتل رویال به وجود آورند که راحتی بیشتری برای بازیکنان فراهم می‌آورد. برای مثال نوعی سیستم ارتباطی و سیستم پینگ که بازیکنان را از چت‌های صوتی و نوشتاری بی‌نیاز می‌ساخت.
بازیکنان با استفاده از پینگ کردن موقعیت‌ها، اشیاء و استفاده از صدای شخصیت‌ها برای اعلام یک وضعیت یا موجود بودن یک شیء در نقشه می‌توانستند سریعتر در نقشه به منابع موجود دست پیدا کنند یا بهتر از وضعیت خود در نقشه آگاه شوند. علاوه براین سیستم لوت بازی از برداشتن اشیائی که سطح پایین‌تری نسبت به نمونه مشابه بازیکن داشتند پرهیز می‌کرد. این تغییرات به کمک کرد تا سرعت بازی بیشتر و اشتباهات بازیکنان در هنگام لوت کردن سایر بازیکنان کمتر شود. همچنین بازیکنان می‌توانستند با استفاده از سیستم بازآفرینی که در بازی وجود داشت یاران کشته شدهٔ خود را دوباره به بازی برگردانند. این موضوع برای بسیاری از بازیکنان ژانر بتل رویال بسیار مهم بود زیرا با توجه به طولانی بودن مسابقات در عنوان‌های بتل رویال، بازیکنان پس از مرگ در صورتی‌که سایر افراد هم‌تیمی زنده بودند باید مدت زیادی را در حالت شبح گذرانده و تا پایان کامل مسابقه صبر می‌کرد تا بازی امتیاز گروه را به وی اعطا کند.
در مورد بازی در روند عمدهٔ بازی‌های این سبک، بازیکنان در قالب‌های بیشتر از ۵۰ نفر قرار می‌گیرند و می‌توانند به صورت تک‌نفره یا در تیم‌های دو تا پنج‌نفره قرار گیرند. روند تصادفی در این سبک در تمام قواعد بازی مانند چینش مکان مهمات یا پرتاب جعبه‌های حاوی منابع یا برخی رویدادهای موجود در بازی رعایت می‌شود. بازیکنان موظفند برای بقای خود از منابع موجود در نقشه‌ها استفاده کنند و تمام افراد یا تمام تیم‌های حاضر در نقشه را از بین ببرند.
هر مسابقه در ژانر بتل رویال بسته به مهارت بازیکن و درصد توفیق وی در کسب منابع، بین ۵ تا ۶۰ دقیقه یا بیشتر به طول می‌انجامد زیرا در این سبک، نقشه‌ها در ابعاد وسیعی طراحی شده‌اند به‌طوری‌که جابه‌جایی از نقطه‌ای به نقطهٔ دیگر بدون استفاده از وسایل نقلیه زمان زیادی را در دنیای حقیقی می‌طلبد؛ همچنین به دلیل گستردگی نقشه‌ها مکان‌های زیادی برای جابه‌جایی و پنهان شدن بازیکنان وجود دارد که گاهی ممکن است باعث شود تمام کردن یک مسابقه زمان زیادی صرف کند. بازی هرچند که به بازیکنان آزادی عمل زیادی می‌دهد اما برای جلوگیری از پنهان شدن دائم بازیکنان و ایجاد حالت پویا در بازی، سیستمی به نام منطقهٔ امن اضافه شده‌است که بازیکان در خارج از حدود این منطقه متحمل آسیب می‌شوند. پس از مدتی، حدود این مرز کاهش یافته و میزان آسیب به خط سلامتی بیشتر می‌شود. این سیستم موجب حرکت بازیکنان به یک نقطهٔ تصادفی می‌شود که در نهایت آخرین بازیکن باید بتواند زنده از نقشه خارج شود.

## ریشه‌های بازی نبرد شاهانه
ریشهٔ بازی بتل رویال و علت اصلی الهام گرفتن این سبک بازی پر طرفدار، یک رمان و فیلم سینمایی ژاپنی به نام نبرد سلطنتی است که در سال ۲۰۰۰ توسط کوشان تاکامی (Koushun Takami) نشر داده شد. اوایل هیچ‌کس فکر نمی‌کرد این فیلم سینمایی موجب ایجاد یکی از محبوب‌ترین سبک‌های بازی در جهان شود.
رمان و فیلم بتل رویال به نوعی آینده‌ای خیالی و آخرالزمانی را نشان می‌دهد که در آن دولت کشور برای کنترل و کاهش رشد جمعیت، قصد برگزاری سالانهٔ بازی بتل رویال را دارد. نخست گروه بزرگی از دانش‌آموزان را به یک زمین با وسعت ۱۰ کیلومتر فرستاده و بر روی گردن آن‌ها قلاده‌ای می‌بندند که دارای یک بمب گیرنده‌دار است. چرا که در صورت تلاش برای فرار، شکست خورده و بمب منفجر شود.
آن‌ها مجبور هستند برای زنده ماندن یا حداقل برای تلاش به زنده ماندن، تجهیزات رها شده در مناطق را پیدا کرده و از آن‌ها برای کشتار یکدیگر استفاده کنند. همچنین با گذشت زمان، مناطق ممنوعه‌ای را به وجود می‌آورند که رفته‌رفته بزرگ‌تر شده و میدان برای دانش‌آموزان تنگ‌تر می‌شود. به همین سبب، با گذشت زمان تعداد درگیری‌ها بیشتر شده و افراد بیشتری از بین می‌روند. افراد زیادی نیز با قرار گرفتن در مناطق ممنوعه یا تلاش برای فرار، سر خود را از دست دادند.
این فیلم توانست بهترین نماد یک بازی خشن و قمار بر روی زندگی و جان باشد. به‌طوری که بعدها بسیاری فیلم‌های دیگر با فیلم‌نامه‌های مختلف به بازار آمد و توانست طرفداران خوبی پیدا کند. تا جایی که برای اولین بار این سبک رقابت در بازی ماینکرفت استفاده شد که انقلابی در زمینهٔ بازی‌های اکشن به‌شمار می‌رود.
در فیلم بتل رویال مشاهده می‌شد که بازیکنان با تجهیزات و ابزاری که برای خود پیدا می‌کردند می‌توانستند در بسیاری از مکان‌ها حرفی برای گفتن داشته باشند. اما به‌طور کلی این مهارت و توانایی بازیکنان بود که باعث می‌شد تفاوت‌ها رقم بخورد. همچنین نشان‌دهندهٔ تصمیمات اشتباهی بود که به قیمت جان بسیاری تمام شد.
البته با وجود این‌که این فیلم و رمان اولین ایده از این سبک بازی بود، اما بعدها در سال ۲۰۰۸ یک رمان توسط سوزان کالینز با نام بازی‌های گرسنگی (The Hunger Games) نشر یافت که باعث تکمیل ایده بتل رویال شد. این رمان نیز نشان دهنده نوعی آخرالزمان بود که در آن افراد فقیر و قدرتمند برای به دست آوردن پول و ثروت، دست به رقابتی مرگ‌بار و خشن می‌زدند و به صورت مسابقه در تلویزیون‌های سراسر کشور پخش می‌شد.
این رمان به شدتی فروش و شهرت یافت که سوزان کالینز در سال ۲۰۰۹ جلد دوم این رمان را با نام اشتعال (Catching Fire) نشر داد که مجدداً از استقبال باشکوه طرفداران آن رو به رو شد. به طوری که بیش از ۱۹ میلیون نسخه از آن تنها در ایالات متحده به فروش رسید.
سوزان کالینز در سال ۲۰۱۰ سومین و آخرین نسخه از مجموعهٔ سه‌گانهٔ بازی‌های گرسنگی (The Hunger Games Trilogy) منتشر کرد. وی با اتمام این مجموعه، توانست پروژهٔ بتل رویال را به اتمام رساند و آن را به یکی از پرطرفدارترین رقابت‌های جهان بدل کند. امروزه سه‌گانهٔ بازی‌های گرسنگی دارای فیلم سینمایی بوده و میلیون‌ها نسخه از رمان آن در سرتاسر جهان به فروش رفته‌است.

## نمونه‌های معروف
کالاف دیوتی 
گارنا فری فایر
ندای وظیفه: وارزون

## یادداشت
1. ↑  DayZ
2. ↑  DayZ: Battle Royale
3. ↑   H1Z1: Just Survive
4. ↑   King of the Kill
5. ↑   PlayerUnknown's Battlegrounds
6. ↑   Early Access
7. ↑  Fortnite: Save the World
8. ↑   Player Vs Enviorment یا PVE
9. ↑   Cross-Platform
10. ↑   Voice Chat
11. ↑  Text Chat
12. ↑   Respawning
13. ↑   Spectate Mode
14. ↑  Match
15. ↑  Safe Zone یا Zone